# Rivière Sainte-Marguerite (vattendrag i Kanada, lat 48,26, long -69,95)
Rivière Sainte-Marguerite är ett vattendrag i Kanada.   Det ligger i provinsen Québec, i den östra delen av landet, 500 km nordost om huvudstaden Ottawa.
I omgivningarna runt Rivière Sainte-Marguerite växer i huvudsak blandskog. Runt Rivière Sainte-Marguerite är det mycket glesbefolkat, med 6 invånare per kvadratkilometer.